# 安満欽一

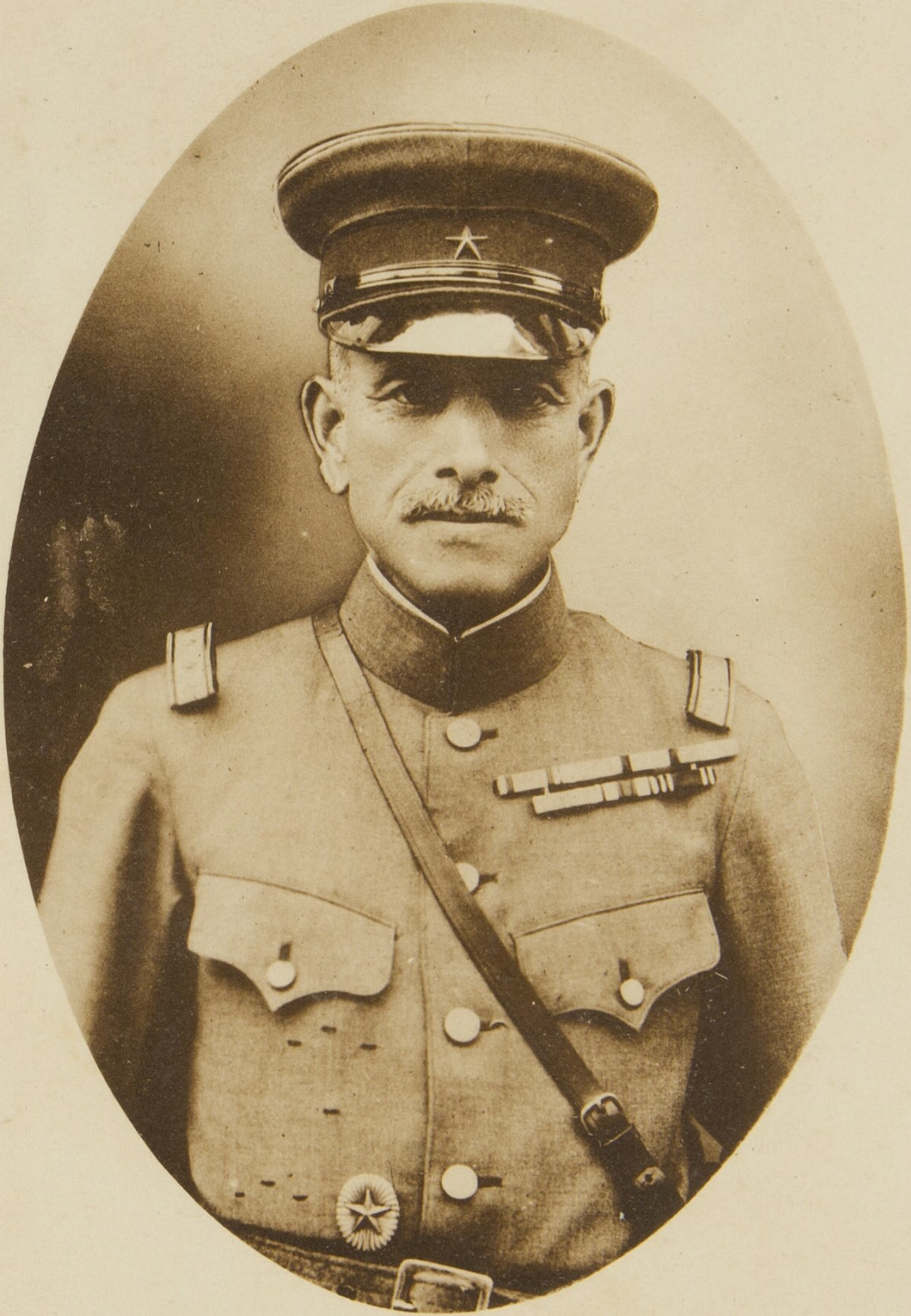
安満欽一

安満 欽一（やすみつ きんいち、1871年4月2日（明治4年2月13日） - 1960年（昭和35年）10月24日）は、日本の陸軍軍人。最終階級は陸軍中将。

## 経歴
佐賀県出身。安満伸愛陸軍少佐の長男として生れる。東京府立一中卒を経て、1895年（明治28年）2月、陸軍士官学校（6期）を卒業。同年5月、歩兵少尉に任官し歩兵第3連隊付となる。陸軍戸山学校教官などを経て、1902年（明治35年）11月、陸軍大学校（16期）を卒業し歩兵第3連隊中隊長に就任。
1903年（明治36年）11月、戸山学校教官となり、陸士教官を経て、1905年（明治38年）5月、歩兵少佐に昇進。1906年（明治39年）5月、第5師団参謀に就任し、1910年（明治43年）11月、歩兵中佐に進級し歩兵第5連隊付となる。1912年（明治45年）3月、青森連隊区司令官に就任し、1915年（大正4年）2月、歩兵大佐に昇進し歩兵第33連隊長に着任。
1916年（大正5年）8月、近衛歩兵第2連隊長に転じ、第17師団参謀長を経て、1918年（大正7年）11月、陸軍少将に進級し陸士幹事兼生徒隊長に就任した。1920年（大正9年）8月、陸士本科長となり、朝鮮軍参謀長を経て、1923年（大正12年）8月、陸軍中将に進み航空部本部長に就任した。航空部が航空本部に改編昇格後も引き続き本部長を務め、1926年（大正15年）7月、第3師団長に親補された。1929年（昭和4年）8月に待命となり、同月予備役に編入。
1947年（昭和22年）11月28日、公職追放仮指定を受けた。

## 栄典
- 1895年（明治28年）11月15日 - 正八位[6]
- 1897年（明治30年）12月15日 - 従七位[7]
- 1929年（昭和4年）9月30日 - 従三位[8]

## 親族
- 父・安満伸愛（1895年没） - 元佐賀藩士。陸軍少佐。負傷し広島の病院に送られたのち拳銃自殺した[9][10]。
- 妻・なつ（1883年生） - 富岡敬明（知事、男爵）の娘[1][11]
- 子息 安満謙一（陸軍大尉）[1]
- 姉の富子（1866－1901）は志田林三郎の妻。その長男・志田文雄（1886頃－1938）は日本電気社長[12]。その妹・ヒデは渡辺廉吉の妻[13]。